# Deoria
Deoria è una suddivisione dell'India, classificata come municipal board, di 104.222 abitanti, capoluogo del distretto di Deoria, nello stato federato dell'Uttar Pradesh. In base al numero di abitanti la città rientra nella classe I (da 100.000 persone in su).

## Geografia fisica
La città è situata a 26° 30' 17 N e 83° 47' 14 E e ha un'altitudine di 67 m s.l.m..

## Società

### Evoluzione demografica
Al censimento del 2001 la popolazione di Deoria assommava a 104.222 persone, delle quali 54.737 maschi e 49.485 femmine. I bambini di età inferiore o uguale ai sei anni assommavano a 13.463, dei quali 7.009 maschi e 6.454 femmine. Infine, coloro che erano in grado di saper almeno leggere e scrivere erano 76.146, dei quali 43.229 maschi e 32.917 femmine.